# Communauté de communes di E Cinque Pieve di Balagna
La communauté de communes di E Cinque Pieve di Balagna est une ancienne communauté de communes du département français de la Haute-Corse.

## Composition
Elle était composée des communes suivantes :
| Nom               | Code Insee | Gentilé       | Superficie (km2) | Population (dernière pop. légale) | Densité (hab./km2) |
| ----------------- | ---------- | ------------- | ---------------- | --------------------------------- | ------------------ |
| Belgodère (siège) | 2B034      | Belgodercecci | 13,01            | 554 (2014)                        | 43                 |
| Costa             | 2B097      |               | 1,09             | 67 (2014)                         | 61                 |
| Feliceto          | 2B112      | Filicidinchi  | 15,25            | 213 (2014)                        | 14                 |
| Lama              | 2B136      |               | 19,92            | 161 (2014)                        | 8,1                |
| Mausoléo          | 2B156      | Mausoléais    | 19,43            | 17 (2014)                         | 0,87               |
| Muro              | 2B173      | Muraschi      | 7,92             | 232 (2014)                        | 29                 |
| Nessa             | 2B175      | Nessois       | 5,86             | 109 (2014)                        | 19                 |
| Novella           | 2B180      |               | 30,23            | 83 (2014)                         | 2,7                |
| Occhiatana        | 2B182      |               | 12,62            | 183 (2014)                        | 15                 |
| Olmi-Cappella     | 2B190      |               | 51,10            | 180 (2014)                        | 3,5                |
| Palasca           | 2B199      | Palascais     | 49,56            | 162 (2014)                        | 3,3                |
| Pietralba         | 2B223      | Pietralbais   | 38,98            | 449 (2014)                        | 12                 |
| Pioggiola         | 2B235      |               | 18,59            | 87 (2014)                         | 4,7                |
| Speloncato        | 2B290      | Speloncatais  | 17,67            | 285 (2014)                        | 16                 |
| Urtaca            | 2B332      | Urtacais      | 31,26            | 213 (2014)                        | 6,8                |
| Vallica           | 2B339      | Vallicais     | 12,07            | 24 (2014)                         | 2                  |
| Ville-di-Paraso   | 2B352      |               | 9,37             | 198 (2014)                        | 21                 |

## Compétences
- Aménagement de l'espace
  - Prise en considération d'un programme d'aménagement d'ensemble et détermination des secteurs d'aménagement au sens du code de l'urbanisme
  - Schéma de cohérence territoriale (SCOT)
- Autres
  - Services aux entreprises et aux particuliers : créer et animer un relais d'information et d'orientation des porteurs de projets, favoriser le maintien et l'amélioration du service public
  - Nouvelles technologies de l'information et de la communication-NTIC (Internet, câble...)
- Développement et aménagement économique
  - Action de développement économique (Soutien des activités industrielles, commerciales ou de l'emploi, soutien des activités agricoles et forestières...)
  - Création, aménagement, entretien et gestion de zone d'activités industrielle, commerciale, tertiaire, artisanale ou touristique
  - Tourisme
- Développement et aménagement social et culturel
  - Activités culturelles ou socioculturelles
  - Activités sportives
  - Établissements scolaires
- Environnement
  - Collecte et traitement des déchets des ménages et déchets assimilés
  - Politique du cadre de vie
  - Protection et mise en valeur de l'environnement
- Sanitaires et social
  - Action sociale
  - Aide sociale facultative

## Historique
- 23 décembre 2002 : création de la communauté de communes
- 1er janvier 2017 : fusion avec la communauté de communes du Bassin de vie de l'Île-Rousse pour former la communauté de communes de l'Île-Rousse - Balagne

## Sources
- Le splaf - (Site sur la Population et les Limites Administratives de la France)
- La base aspic de la Haute-Corse - (Accès des Services Publics aux Informations sur les Collectivités)